# Всемирный экономический форум
Всемирный экономический форум (ВЭФ) — швейцарская неправительственная организация, наиболее известная организацией ежегодных встреч в Давосе. На встречи приглашаются ведущие руководители бизнеса, политические лидеры, видные мыслители и журналисты. Предметом обсуждения являются наиболее острые мировые проблемы, включая здравоохранение и экологию.

## О форуме

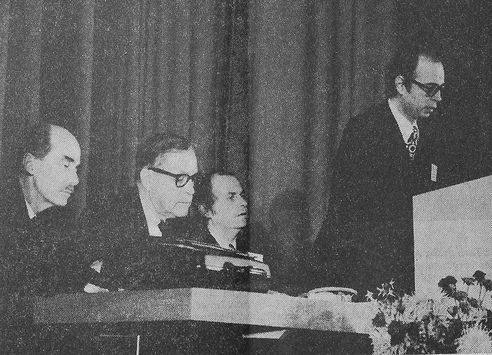
33-летний Клаус Шваб (справа) открывает первый симпозиум в 1971 году

Создан в 1971 году. Членами ВЭФ являются около 1000 крупных компаний и организаций из разных стран мира, в том числе России. Постоянный исполнительный орган — Совет директоров. Штаб-квартира расположена в пригороде Женевы — Колоньи. Бюджет формируется за счёт ежегодных членских взносов и средств, вносимых участниками Форума. Состав участников ежегодно пересматривается.

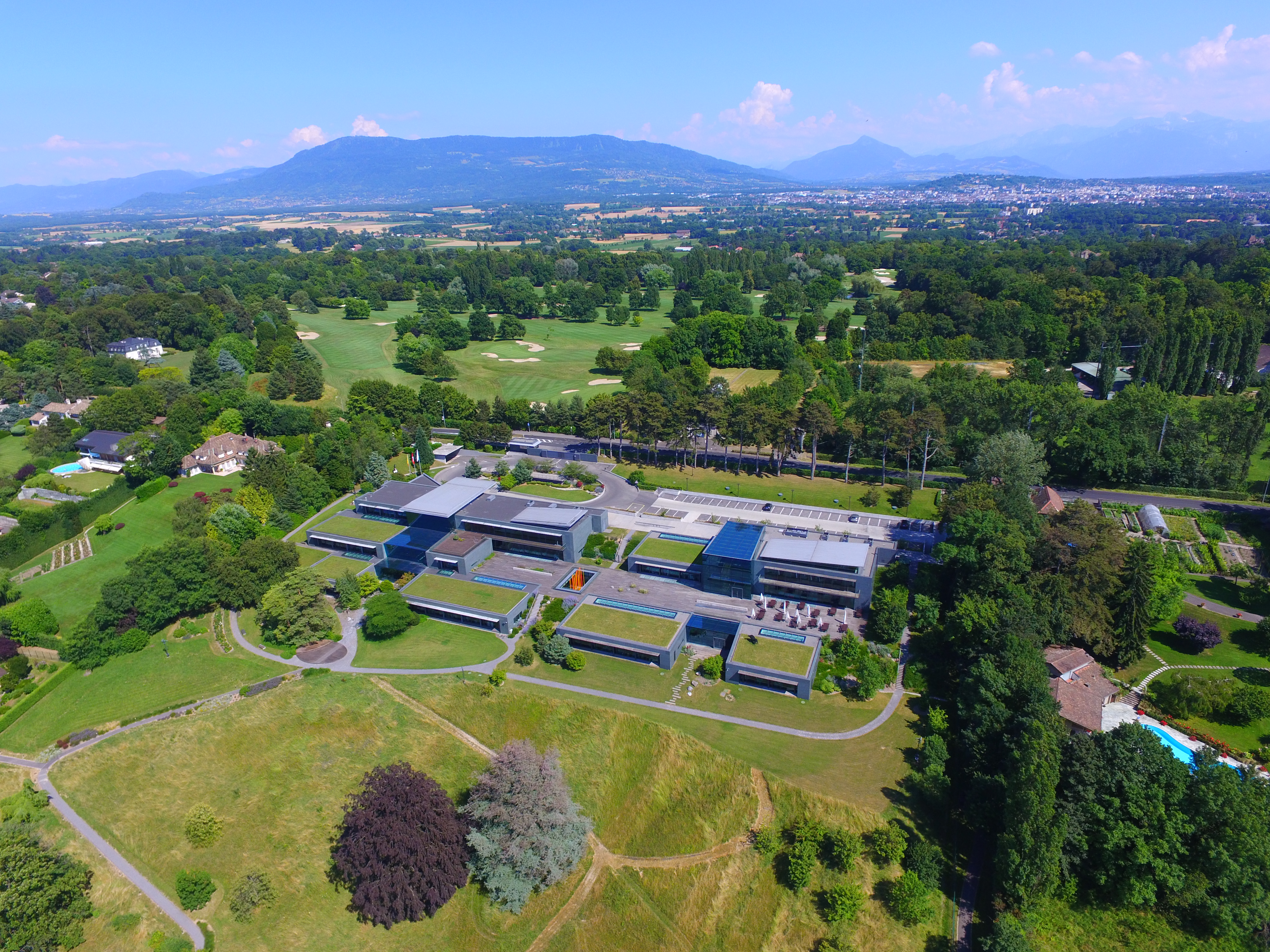
Штаб-квартира Всемирного экономического форума в Колоньи, кантон Женева

Основатель и бессменный руководитель ВЭФ — профессор Клаус Шваб. По его инициативе в 1971 был проведён первый симпозиум, собравший около 450 руководителей ведущих европейских компаний, чтобы обсудить перспективы мировой экономики и выработать общую стратегию. На первых заседаниях, которые проходили под эгидой Комиссии европейских сообществ (ныне — Европейская комиссия), обсуждались, главным образом, вопросы улучшения позиций Западной Европы в конкурентной борьбе. С годами тематика постепенно расширялась, в повестку дня включались политические и экономические вопросы, затрагивающие другие регионы, проблемы улучшения механизма мировой торговли, корректного партнёрства. В середине 1970-х годов в Давос стали приглашать влиятельных людей со всего мира (членов правительств и лидеров бизнеса), и уже в следующем десятилетии форум приобрёл статус одного из главных событий года.
В 1987 году он получил своё нынешнее название — Всемирный экономический форум (до 1987 г. назывался Европейский форум менеджмента), а также хорошо известный логотип ВЭФ, который включает в себя название — World Economic Forum, выражает идею открытого мира и показывает стремление организации объединить мир (разомкнутая окружность как бы соединяет три буквы «о»).

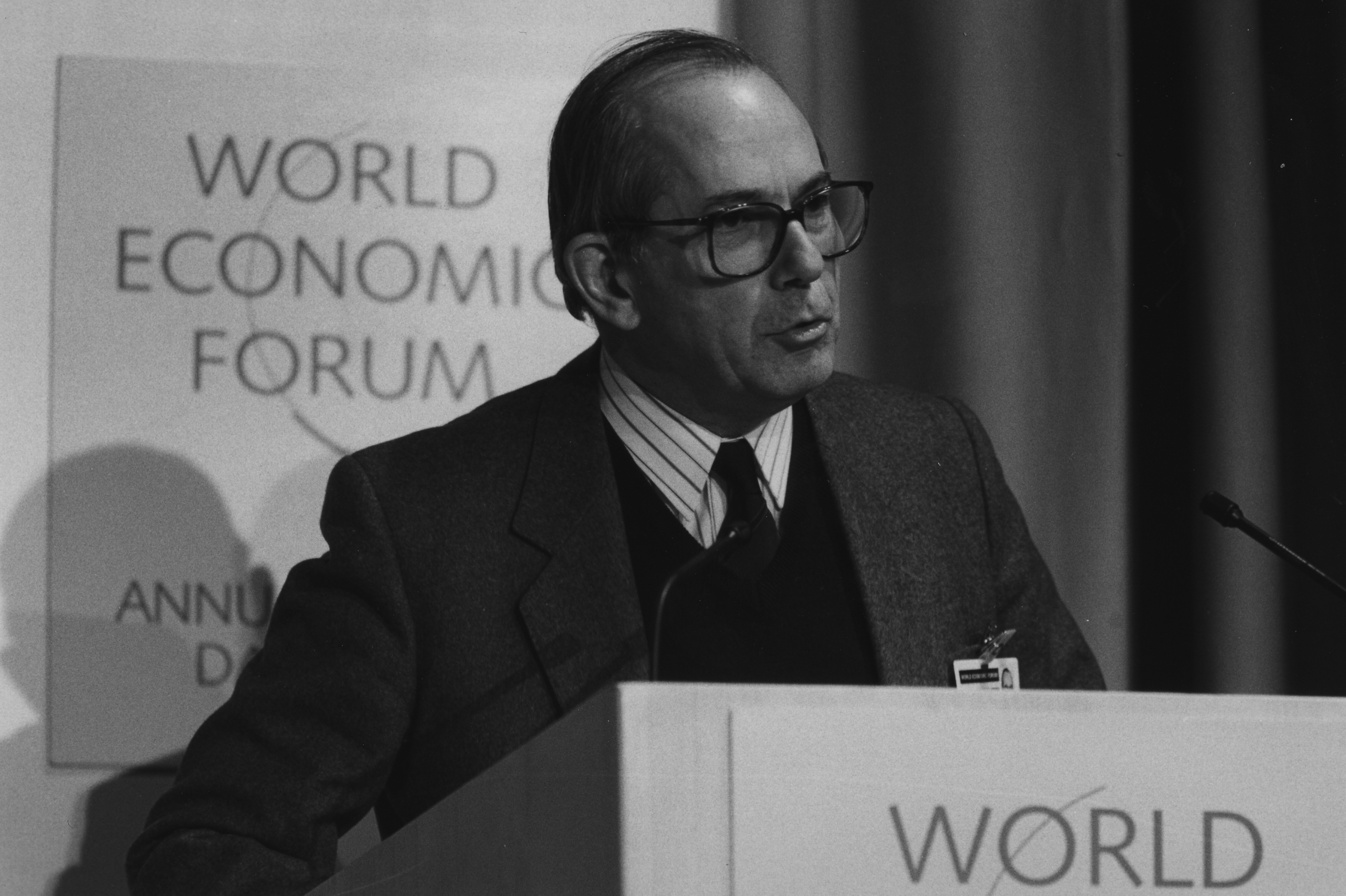
Мишель Камдессю выступает на форуме 1989 года

Главным мероприятием ВЭФ являются ежегодные встречи, которые проводятся традиционно на всемирно известном горнолыжном курорте Давос в конце января — начале февраля (за исключением сессии в Нью-Йорке в 2002 г., проведённой в знак солидарности с США после терактов 11 сентября 2001 г.). По традиции здесь, в неформальной обстановке, обсуждаются ключевые вопросы современности, перспективы экономического развития, укрепления стабильности и мира, положение в «горячих точках». В рамках давосских встреч проводится около 300 пленарных заседаний, семинаров и «круглых столов», а также «мини-встречи в верхах» с участием государственных деятелей. Здесь не принимаются резолюции или другие документы, но Форум предоставляет возможность встретиться и обсудить в неформальной обстановке многие ключевые для мировой экономики вопросы, установить новые деловые контакты, провести неофициальные встречи «с глазу на глаз» и «без галстуков».
Помимо давосских совещаний, проводятся региональные саммиты ВЭФ. К таким встречам относятся Европейский экономический форум (Зальцбург, Варшава), ВЭФ по проблемам Ближнего Востока и Северной Африки (последний состоялся в мае 2005 г. в Иордании), ВЭФ для Африки (в июне 2005 г. в ЮАР) и др. Кроме того, устраиваются национальные (страновые) встречи, двухдневные семинары и симпозиумы. Ежегодно проводится до 30 таких встреч.
ВЭФ — это не только трибуна для дискуссий, он инициирует экономические и политические исследования. Так, с 1979 года специалисты ВЭФ составляют ежегодный доклад «Глобальная конкурентоспособность», в котором оценивают более чем 100 стран мира по двум главным показателям — индексу потенциального роста и индексу конкурентоспособности. В последнее время ВЭФ стал выпускать дополнительные рейтинги отдельных регионов и секторов экономики. В частности, в 2005 году был обнародован доклад «Конкурентоспособность арабского мира», первое исследование такого рода для арабского региона; к 60-й юбилейной сессии ГА ООН был опубликован доклад ВЭФ о партнёрстве между государством и бизнесом в решении таких проблем, как проблема бедности в мире; в рамках «Инициативы глобального управления» ВЭФ был представлен доклад об успехах в решении глобальных проблем в 2005 году.
В рамках Форума созданы и действуют группы или клубы по профессиональным интересам. Так, в последнее время сформированы объединения «Пионеры высоких технологий» (входят руководители самых передовых в области научно-технического прогресса фирм), а также «Форум новых глобальных лидеров», объединяющий известных руководителей не старше 40 лет, «продемонстрировавших приверженность улучшению положения в мире».

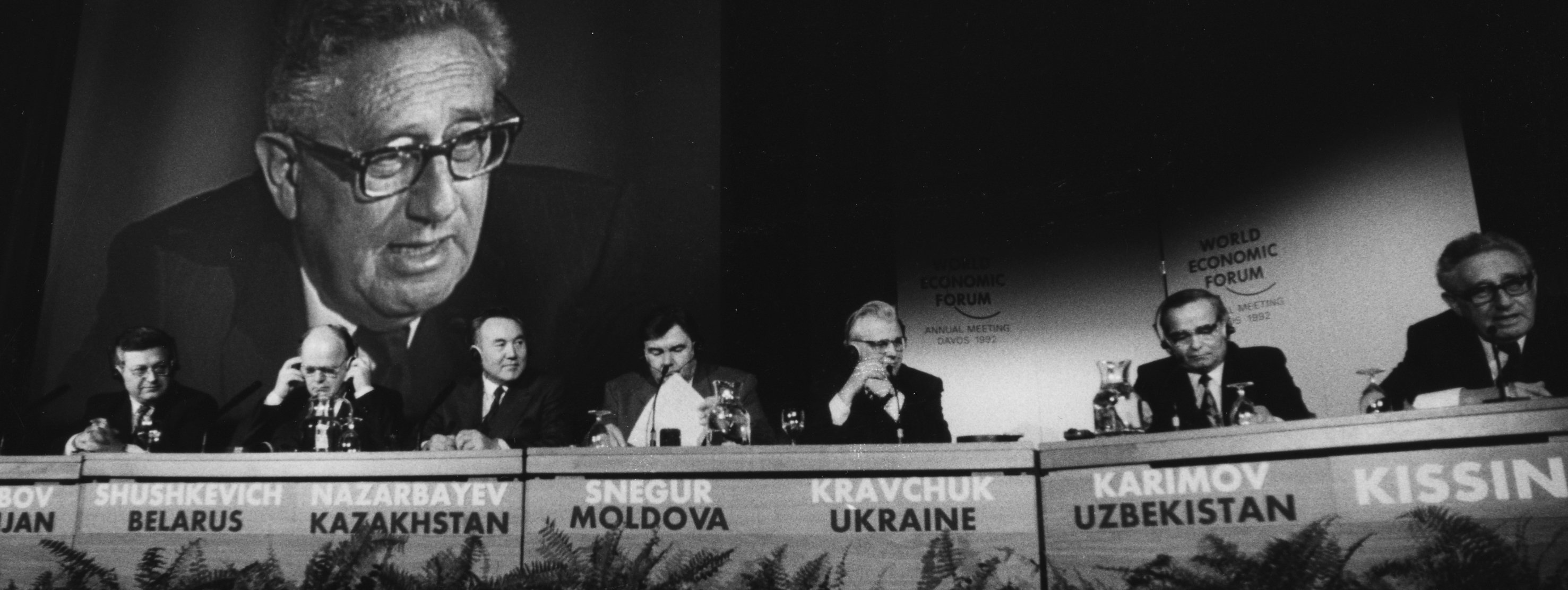
Генри Киссинджер (справа) и главы государств бывшего СССР на форуме 1992 года. Слева направо: Аяз Муталибов (Азербайджан), Станислав Шушкевич (Белоруссия), Нурсултан Назарбаев (Казахстан), Мирча Снегур (Молдавия), Леонид Кравчук (Украина), Ислам Каримов (Узбекистан)

Начало сотрудничества СССР / России с ВЭФ было положено в 1986 году. С 1987 года советские, а затем российские делегации постоянно участвуют в ежегодных встречах Форума, регулярно в России проводятся выездные сессии ВЭФ.
В 2008 году пользователям Интернета было предложено разместить свой видеоответ на т. н. «давосский вопрос» (The Davos Question) «What one thing do you think that countries, companies or individuals must do to make the world a better place in 2008?».
Как отмечает в 2010 году Евроньюс, Давосский форум нередко обвиняют в продвижении чисто капиталистического взгляда на мир.
В 2011 году было образовано сообщество «архитекторов будущего» ВЭФ Global Shapers Community. Это молодые лидеры в возрасте до 30 лет из 450 городов мира, которые успешны в различных сферах и привержены миссии Форума изменить мир к лучшему.
В январе 2012 года при обсуждении проблем охраны окружающей среды в программе «Japan Night» демонстрировался короткометражный фильм «Огни Японии», в котором незрячий пианист Нобуюки Цудзии играет на рояле, восстановленном после повреждений при разрушительном землетрясении 2011 года в восточной Японии.
В начале 2016 года на ежегодной встрече в Давосе основатель ВЭФ Клаус Шваб объявил о наступлении «Четвёртой промышленной революции» в русле трансгуманизма.
Помимо основного форума, проходящего зимой в Швейцарии, проводятся и региональные встречи:
- с 2007 года летом проводится Ежегодные встречи новых чемпионов (официальное название — the Annual Meeting of the New Champions), которые также называются «Летним Давосом». Место проведения — китайские города Далянь или Тяньцзинь,
- также каждый год проходят региональные встречи в различных частях мира. В апреле 2013 года встреча прошла в столице Азербайджана — Баку[7],
- c 2016 года в Дубае ежегодные встречи проводят члены сообщества Global Future Councils,
- c 2017 года в Сан-Франциско проходит ежегодная Встреча по промышленной стратегии (Industry Strategy Meeting).

20—24 января 2020 года прошёл 50-й юбилейный Всемирный экономический форум.
В конце 2020 года предполагалось, что в 2021 году в связи со сложной эпидемиологической ситуацией в Европе специальное ежегодное заседание Всемирного экономического форума (впервые с 2002 года) пройдёт в Сингапуре. Проведение форума было изначально запланировано на 13—16 мая 2021 года. Тем не менее в связи с пандемией COVID-19 специальное ежегодное заседание Всемирного экономического форума, запланированное на 2021 год, перенесено на первую половину 2022 года.
20 декабря 2021 года запланированный на январь 2022 года Давосский форум был перенесен на лето из-за неопределенности, связанной с распространением нового омикрон-штамма коронавируса.

## Организация
Штаб-квартира ВЭФ находится в Кёльне, также отдельные офисы есть в Нью-Йорке, Пекине и Токио. 10 октября 2016 года ВЭФ объявил об открытии своего нового центра в Сан-Франциско. Планируется, что этот центр будет «служить платформой для взаимодействия, понимания и воздействия на научно-технические изменения, которые меняют наш образ жизни, работы и отношения друг с другом».
Всемирный экономический форум утверждает, что он беспристрастен и не связан с какими-либо политическими, партийными или национальными интересами. До 2012 года он имел статус наблюдателя при Экономическом и Социальном Совете ООН, когда он был отменен; он находится под наблюдением Федерального совета Швейцарии.
ВЭФ возглавляется основателем и исполнительным председателем профессором Клаусом Швабом и управляется Советом Трастов, который состоит из лидеров бизнеса, политики, научных кругов и гражданского общества.
В качестве исполнительного органа Всемирного экономического форума выступает Руководящий Совет, который возглавляет президент ВЭФ Бёрге Бренде.

### Финансирование
Фонд финансируют его 1000 компаний-членов, как правило, это транснациональные компании с оборотом более пяти миллиардов долларов (в зависимости от отрасли и региона). Они входят в число ведущих компаний в своей отрасли и/или стране и играют ведущую роль в формировании будущего своей отрасли и/или региона. Членство стратифицируется по уровню вовлечённости в деятельность форума, причём уровень членских взносов увеличивается по мере увеличения участия в совещаниях, проектах и инициативах. В 2011 году ежегодное членство стоило 52 тысячи долларов для отдельного члена, 263 тысяч для «отраслевого партнёра» и 527 тысяч для «стратегического партнёра». Входная плата составляет 19 тысяч долларов на человека. В 2014 году ВЭФ увеличил ежегодные сборы на 20 процентов, сделав стоимость для «стратегического партнёра» от 500 до 600 тысяч швейцарских франков (523—628 тысяч долларов).

## Мероприятия

### Ежегодная встреча в Давосе
Флагманским мероприятием Всемирного экономического форума является ежегодная встреча только по приглашению, которая проводится в конце января в Давосе, Швейцария. На ней собираются главные исполнительные директора из 1000 компаний-членов, а также отдельные политики, представители научных кругов, общественных организаций, религиозных лидеров и средств массовой информации. Зимние дискуссии якобы сосредоточены вокруг ключевых вопросов, представляющих глобальный интерес (таких как глобализация, рынки капитала, управление богатством, международные конфликты, экологические проблемы и их возможные решения).
На ежегодном совещании 2018 года более 3000 участников из почти 110 стран приняли участие в более чем 400 сессиях. В нем приняли участие более 340 общественных деятелей, в том числе более 70 глав государств и правительств и 45 руководителей международных организаций; были представлены 230 представителей средств массовой информации и почти 40 деятелей культуры.
В Форуме принимают участие до 500 журналистов из интернета, печатных изданий, радио и телевидения, имеющих доступ ко всем сеансам официальной программы, некоторые из которых также транслируются через интернет. Однако не всем журналистам предоставляется доступ во все зоны. Некоторые залы зарезервированы для держателей белых значков. «В Давосе действует практически кастовая система значков», сообщает журналист Би-би-си Энтони Рувим. «Белый значок означает, что вы один из делегатов — вы можете быть руководителем компании или лидером страны или старшим журналистом. Оранжевый значок означает, что вы просто заурядный работающий журналист».

### Летняя ежегодная встреча
В 2007 году была учреждена ежегодная встреча новых чемпионов (также называемая летним Давосом), которая ежегодно проводилась в Китае, чередуясь между Далянем и Тяньцзинем. Она собирает 1500 участников из тех компаний, которые фонд называет глобальными компаниями роста, в первую очередь из быстро растущих развивающихся стран, таких как Китай, Индия, Россия, Мексика и Бразилия, но также включая быстро растущие компании из развитых стран. Встреча также включает в себя следующее поколение мировых лидеров из быстрорастущих регионов и конкурентоспособных городов, а также пионеров технологий со всего мира. Премьер-министр Китая выступал с пленарным заявлением на каждом ежегодном совещании.

### Проведение региональных совещаний
Каждый год проводятся региональные встречи, что позволяет поддерживать тесные контакты между лидерами корпоративного бизнеса, руководителями местных органов власти и НПО. Совещания проводятся в Африке, Восточной Азии, Латинской Америке и на Ближнем Востоке. Состав принимающих стран меняется из года в год, но неизменно Китай и Индия принимали гостей на протяжении всего десятилетия, начиная с 2000 года.

### Молодые глобальные лидеры
Группа Молодые глобальные лидеры состоит из 800 человек, выбранных организаторами ВЭФ в качестве представителей современного лидерства, «приезжающих из всех регионов мира и представляющих все заинтересованные стороны в обществе», согласно организации. После пяти лет участия они считаются выпускниками.

### Социальный предприниматель
С 2000 года ВЭФ продвигает модели, разработанные в тесном сотрудничестве с Фондом социального предпринимательства Шваба, подчеркивая социальное предпринимательство как ключевой элемент для развития общества и решения социальных проблем. Отобранные социальные предприниматели приглашаются для участия в региональных совещаниях Фонда и ежегодных совещаниях, где они могут встречаться с руководителями и старшими должностными лицами правительства. Например, на ежегодном совещании 2003 года предприниматель Джеру Биллимория встретилась с Роберто Блуа, заместителем генерального секретаря Международного союза электросвязи, и эта встреча стала ключевым партнёрством для её организации «Child helpline international».

### Научные ответы
Фонд также выступает в качестве аналитического центра, публикуя широкий спектр докладов. В частности, «Группы стратегического анализа» сосредоточены на подготовке отчетов, имеющих актуальное значение в области конкурентоспособности, глобальных рисков и сценарного планирования.
«Группа по конкурентоспособности» выпускает ряд ежегодных экономических докладов: Индекс глобальной конкурентоспособности (1979 год) измерил конкурентоспособность стран и экономик; Индекс сетевой готовности (2001 год) оценил их конкурентоспособность на основе их готовности к ИТ; Доклад о глобальном гендерном разрыве рассмотрел критические области неравенства между мужчинами и женщинами; Доклад о глобальных рисках (2006 год) оценил ключевые глобальные риски; Глобальный отчёт о путешествиях и туризме (2007 год) измерил конкурентоспособность путешествий и туризма; в Докладе о финансовом развитии (2008 год) была поставлена цель предоставить странам всеобъемлющие средства для установления контрольных показателей по различным аспектам их финансовых систем и установления приоритетов для улучшения; а в Докладе о глобальной стимулирующей торговле (2008 год) был представлен межстрановый анализ большого числа мер, облегчающих торговлю между странами.
«Сеть реагирования на риски» выпускает ежегодный доклад, оценивающий риски, которые, как считается, входят в сферу деятельности этих групп, имеют межотраслевую значимость, являются неопределенными, могут нанести экономический ущерб на сумму свыше 10 млрд долл., могут причинить серьезные человеческие страдания и требуют многостороннего подхода к смягчению последствий.

### Инициативы
Глобальная инициатива в области здравоохранения была выдвинута Кофи Аннаном на ежегодном совещании в 2002 году. Миссия GHI заключалась в привлечении бизнеса к государственно-частному партнёрству для борьбы с ВИЧ/СПИДом, туберкулёзом, малярией и системами здравоохранения.
Глобальная образовательная инициатива (GEI), начатая во время ежегодного совещания в 2003 году, объединила международные ИТ-компании и правительства в Иордании, Египте и Индии, что привело к появлению нового персонального компьютерного оборудования в их классах и большему количеству местных учителей, обученных электронному обучению. Это оказывает существенное влияние на жизнь детей. Модель GEI, которая является масштабируемой и устойчивой, в настоящее время используется в качестве учебного плана в других странах, включая Руанду.
Экологическая инициатива охватывает вопросы изменения климата и водных ресурсов. В рамках диалога по изменению климата в отеле Глениглс Правительство Великобритании обратилось к Всемирному экономическому форуму на 31 саммите «Большой восьмерки» в Глениглсе в 2005 году с просьбой содействовать диалогу с деловыми кругами для разработки рекомендаций по сокращению выбросов парниковых газов. Этот набор рекомендаций, одобренный глобальной группой руководителей компаний, был представлен лидерам в преддверии саммита «Большой восьмерки» в Тояко и Хоккайдо, состоявшегося в июле 2008 года.
Водная инициатива объединяет различные заинтересованные стороны, такие как Rio Tinto Alcan Швейцарского агентства по развитию и сотрудничеству, ЮСАИД Индии, ПРООН Индии, Конфедерации индийской промышленности (КИИ), правительства Раджастхана и делового Фонда НЕПАД для развития государственно-частного партнёрства в области управления водными ресурсами в Южной Африке и Индии.
В целях борьбы с коррупцией на ежегодном совещании в Давосе в январе 2004 года генеральные директора предприятий машиностроения и строительства, энергетики, металлургии и горнодобывающей промышленности выступили с инициативой «партнёрство против коррупции» (PACI). PACI — это платформа для обмена опытом между коллегами по практическому опыту и ситуациям дилеммы. К инициативе присоединились около 140 компаний.
На совещании 2017 года была подчеркнута важность инициативы по обеспечению безопасности окружающей среды и природных ресурсов для достижения экономического роста и устойчивой практики для глобальных отраслей. С увеличением ограничений на международную торговлю через национальные интересы и торговые барьеры ВЭФ перешел к более чувствительному и социально ориентированному подходу для глобальных предприятий с акцентом на сокращение выбросов парниковых газов в Китае и других крупных промышленных странах.
В январе 2017 года ВЭФ запустил платформу для ускорения круговой экономики (PACE), которая представляет собой глобальное государственно-частное партнёрство, стремящееся масштабировать инновации экономики замкнутого цикла. Сопредседателями организации являются Франс ван Хаутен (генеральный директор Philips), Наоко Исии (генеральный директор Глобального экологического фонда и глава ООН по окружающей среде (ЮНЕП). Фонд Эллен Макартур, Международная группа экспертов по ресурсам, Circle Economy и Accenture выступают в качестве партнёров по знаниям.
19 января 2017 года на ВЭФ в Давосе стартовала Коалиция за инновации в обеспечении готовности к эпидемиям (CEPI). Финансируемая на международном уровне инициатива направлена на обеспечение поставок вакцин для глобальных чрезвычайных ситуаций и пандемий, а также на исследование новых вакцин для тропических болезней, которые в настоящее время являются более угрожающими. Проект финансируется частными и правительственными донорами с первоначальными инвестициями в размере 460 млн долл. США от правительств Германии, Японии и Норвегии, а также Фонда Билла и Мелинды Гейтс и фонда Wellcome Trust.
Также в 2017 году ВЭФ запустил Четвёртую научно-техническую революцию (4IR), сотрудничество между ВЭФ, Стэнфордским университетом и PwC и финансируется через Фонд Mava. В 2018 году ВЭФ объявил, что одним из проектов в рамках этой инициативы должен был стать проект «Биогеном Земли», целью которого является последовательность геномов каждого организма на Земле.

### Глобальные Советы Будущего
Сеть глобальных Советов будущего собирается ежегодно в Объединенных Арабских Эмиратах и практически несколько раз в год. Второе ежегодное совещание ВЭФ проведено в Дубае в ноябре 2017 года, когда было 35 различных советов, сосредоточенных на конкретной проблеме, отрасли или технологии. В 2017 году члены ВЭФ встретились с представителями и партнёрами нового центра Четвёртой научно-технической революции. Идеи и предложения выдвигаются для дальнейшего обсуждения на ежегодной встрече Всемирного экономического форума в Давосе и Клостерсе в январе.

## Перечень форумов по годам
Тема форума 2023 года — Cooperation in a Fragmented World.

## Медиа и СМИ
В форуме принимают участие до 500 журналистов из онлайн, печатных изданий, радио и телевидения, многие осуществляют онлайн-трансляции в Интернет. Все пленарные заседания ежегодного собрания также доступны на YouTube, а фотографии на Flickr.